# Gamprin
Gamprin (Alemannisch: Gamprii) vormt samen met de plaats Bendern een dubbelgemeente in het Liechtensteiner Unterland (Onderland). De gemeente ligt in het heuvellandschap ten westen van de Eschnerberg. De gemeente heeft 1687 inwoners (2020), omvat 6,1 km² en ligt op 472 meter hoogte.

## Bezienswaardigheden
- Marienkerk
- Schwurplatz (op 16 maart 1699 hebben de Unterlandse mannen voor de eerste keer hun trouw aan de vorsten van Liechtenstein gezworen)
- Unterländerbronnen
- Marien-Grot